# Vlajka Uruguaye

Uruguayská vlajka
Poměr stran: 2:3

Vlajka Uruguaye je tvořena podle dekretu z roku 1830 čtyřmi modrými vodorovnými pruhy na bílém poli, tedy devíti stejně širokými pruhy střídavě bílými a modrými. V bílém čtverci v levém žerďovém rohu (karé), který má šířku pět pruhů, je umístěné populární jihoamerické žluté májové slunce svobody s osmi rovnými a osmi zvlněnými paprsky (jsou žluté s černou kresbou).
Počet pruhů připomíná devět tehdejších uruguayských departementů. Uruguayská vlajka byla inspirovaná modrobílou vlajkou Argentiny (Argentina vedla v letech 1825–1828 válku za uruguayskou nezávislost proti Brazílii), ale v jejím uspořádání je vidět zřetelně i vzor vlajky USA.

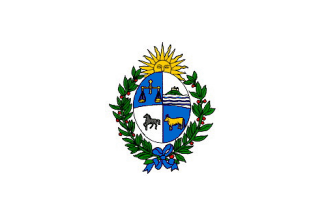
Vlajka uruguayského prezidenta Poměr stran: 2:3
Vlajka uruguayského prezidenta (na moři) Poměr stran: 2:3
Uruguayská lodní vlajka (Naval Jack) Poměr stran: 2:3

## Historie
Vlajka se v dnešní podobě (až na kolísající kresbu slunce) používá od roku 1830, ale podobný vzhled měla už úprava vlajky z roku 1828 (devět modrých pruhů).

Uruguayská vlajka (1828–1830) Poměr stran: 2:3

## Vlajky uruguayských departementů

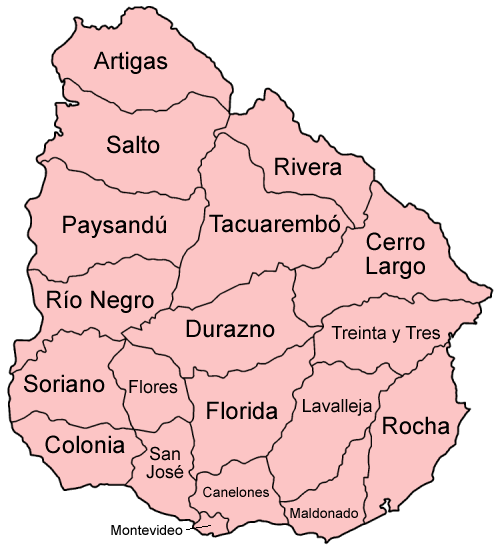
Uruguayské departementy

Uruguay je unitární stát, který je rozdělen do devatenácti departementů:

Artigas Poměr stran: 2:3
Canelones Poměr stran: 2:3
Cerro Largo Poměr stran: 2:3
Colonia Poměr stran: 2:3
Durazno Poměr stran: 2:3
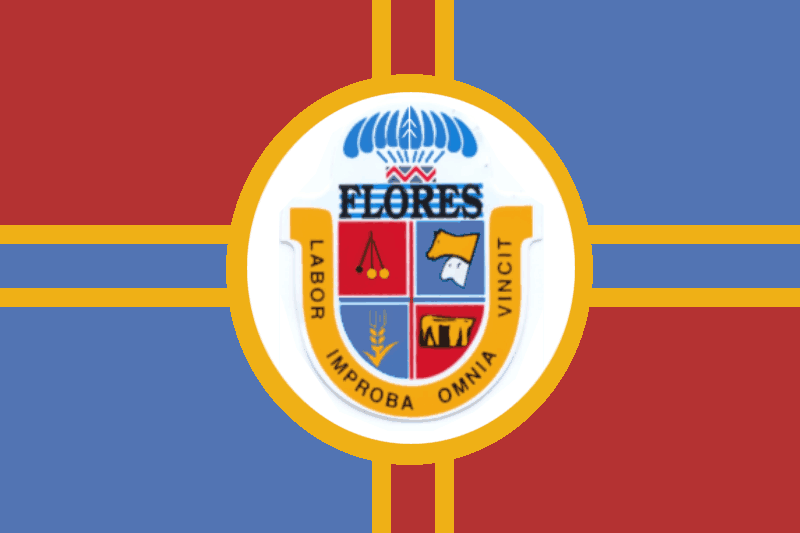
Flores Poměr stran: 2:3
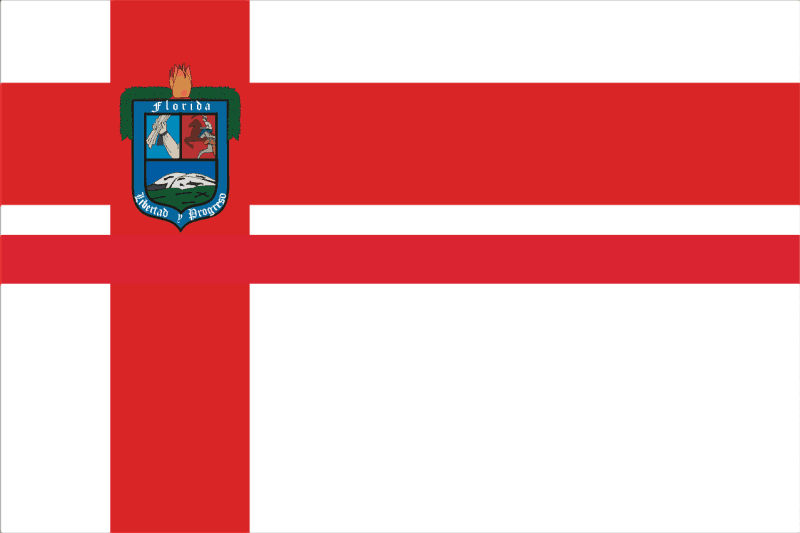
Florida Poměr stran: 2:3
Lavalleja Poměr stran: 2:3
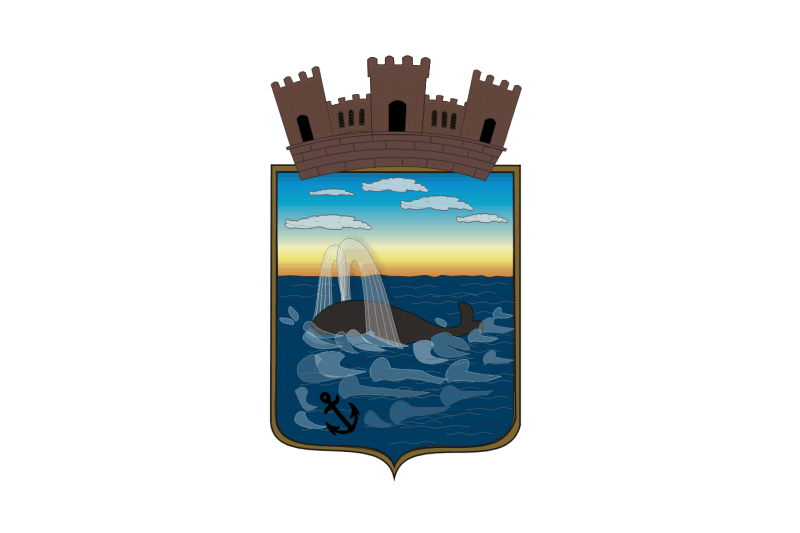
Maldonado Poměr stran: 2:3
Montevideo
Paysandú Poměr stran: 2:3
Río Negro Poměr stran: 2:3
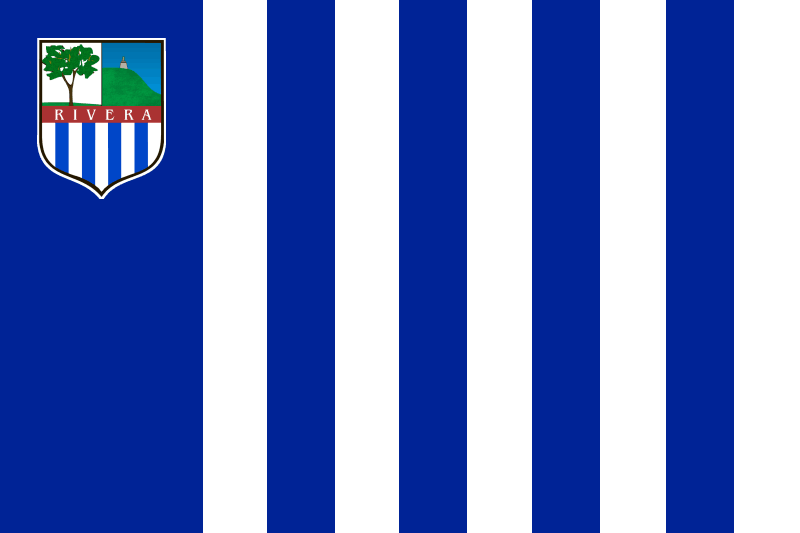
Rivera Poměr stran: 2:3
Rocha Poměr stran: 2:3
Salto Poměr stran: 2:3
San José Poměr stran: 2:3
Soriano Poměr stran: 2:3
Tacuarembó
Treinta y Tres Poměr stran: 2:3